# Campionati europei di ciclismo su pista 2024 - Corsa a eliminazione maschile
La corsa a eliminazione maschile ai Campionati europei di ciclismo su pista 2024 si svolse il 10 gennaio 2024 presso il Omnisport Apeldoorn di Apeldoorn, nei Paesi Bassi.

## Risultati
| Pos. | Atleta               | Nazione     |
| ---- | -------------------- | ----------- |
| 1    | Tobias Hansen        | Danimarca   |
| 2    | William Tidball      | Regno Unito |
| 3    | Jules Hesters        | Belgio      |
| 4    | Tim Wafler           | Austria     |
| 5    | Donavan Grondin      | Francia     |
| 6    | Tim Torn Teutenberg  | Germania    |
| 7    | Philip Heijnen       | Paesi Bassi |
| 8    | Alex Vogel           | Svizzera    |
| 9    | Diogo Narciso        | Portogallo  |
| 10   | Jan Voneš            | Rep. Ceca   |
| 11   | Michele Scartezzini  | Italia      |
| 12   | Amit Keinan          | Israele     |
| 13   | Pavol Rovder         | Slovacchia  |
| 14   | George Nemilostivijs | Lettonia    |
| 15   | Erik Martorell       | Spagna      |
| 16   | Adam Woźniak         | Polonia     |
| 17   | Roman Gladysh        | Ucraina     |